# Randenau
Randenau (bis 1905: Verlorenwalde) war ein Ort im ostpreußischen Kreis Preußisch Eylau. Seine Ortsstelle gehört heute zum Munizipalkreis Rajon Prawdinsk (Stadtkreis Friedland (Ostpreußen)) in der Oblast Kaliningrad (Gebiet Königsberg (Preußen)) der Russischen Föderation.

## Geographische Lage
Die Ortsstelle Randenaus liegt im südlichen Westen der Oblast Kaliningrad, 20 Kilometer nordöstlich der einstigen Kreisstadt Preußisch Eylau (russisch Bagrationowsk) bzw. 16 Kilometer nordwestlich der heutigen Rajonshauptstadt Prawdinsk (deutsch Friedland (Ostpreußen)).

## Geschichte
Verlohrenwalde ist um 1540 zur Zeit des Herzogs Albrecht als Waldland der damaligen St.-Leonhards-Kapelle in Kreuzburg (Ostpr.) (russisch Slawskoje) geschenkt worden. Als diese Kapelle gegen Ende des 16. Jahrhunderts einging, fiel das Waldland an die Kirche Kreuzburg. Dieses nutzten ab 1541 die Bauern von Almenhausen (russisch Kaschtanowo), und 1584 wollten die Kreuzburger es gerne in ein etwa gleichgroßes Gut nahe Kreuzburg tauschen. Diese Tausch gelang nicht, und die Kirche ließ dann dieses teilweise ausgehauene und wüste Waldstück anderweitig besetzen. Damals entstand der passende Ortsname „Verlorenwalde“.
1785 wurde mitgeteilt, dass Verlohrenwalde ein adliges Gut der Kirche Kreuzburg mit sechs Hufen und zwei Feuerstellen bei 18 Einwohnern war. 1790 wurde Georg Hensel als Eigentümer genannt.
Als 1874 der Amtsbezirk Blankenau (russisch Jerschowo) im ostpreußischen Kreis Preußisch Eylau errichtet wurde, gehörte der Gutsbezirk Verlohrenwalde von Anfang an dazu.
1879 hatte das „Rittergut“  Verlohrenwalde 113 Hektar Besitz, davon 60 Hektar Acker, zehn Hektar Wiesen, sieben Hektar Weiden, 33 Hektar Wald, einen Hektar Wasser und zwei Hektar Hof und Wege. Am 21. April 1905 wurde das kleine Gut von Amts wegen in „Randenau“ umbenannt. Damit trug man dem Wunsch des damaligen Besitzers Laudien Rechnung, dessen Ehefrau eine geborene de Rande vom Familienstammgut Randen bei Utrecht in den Niederlanden kam. Im Jahre 1910 zählte Randenau 34 Einwohner.
1920 hieß der Besitzer des inzwischen 123 Hektar großen Guts Oskar Leskien. Er verkaufte Randenau an Familie Klövekorn, Besitzer des benachbarten Guts Klein Haferbeck, der Randenau zu einem Vorwerk von Klein Haferbeck machte.
Am 30. September 1928 verlor der Gutsbezirk Randenau seine Eigenständigkeit und wurde nach Grünbaum (russisch Sokolniki) eingemeindet. Als 1934 Eberhard Klövekorn sein Gut Klein Haferbeck an Erich Teichert verkaufte, behielt er nur noch Randenau. Er blieb dessen Eigentümer bis 1945, auch wenn er 1939 Randenau an Helmut Gorsewski aus Frisching (russisch Porchladnoje) verpachtete.
In Kriegsfolge kam Randenau 1945 mit dem gesamten nördlichen Ostpreußen zur Sowjetunion. Doch verliert sich sehr bald die Spur des kleinen Ortes, liegt doch keine Nachricht über eine russische Namensgebung bzw. über eine Zugehörigkeit zu einem Dorfsowjet vor. Heute gilt der Ort als untergegangen. Die Ortsstelle gehört zum Rajon Prawdinsk (Stadtkreis Friedland (Ostpreußen)) in der russischen Oblast Kaliningrad (Gebiet Königsberg (Preußen)).

## Religion
Bis 1945 war Verlorenwalde resp. Randenau in den Sprengel Almenhausen (russisch Kaschtanowo) im evangelischen Kirchspiel Almenhausen/Abschwangen eingepfarrt. Es gehörte zur Kirchenprovinz Ostpreußen der Kirche der Altpreußischen Union.

## Verkehr
Die kaum noch erkennbare Ortsstelle Randenaus liegt an einer Nebenstraße, die bei der Ortsstelle Perewalowo (Schwönau) von der Regionalstraße 27A-083 (ex A 196, einstige deutsche Reichsstraße 131) abzweigt und über Jerschowo (Blankenau) und Armeiskoje (Ackerau) bis nach Komsomolsk (Löwenhagen) an der 27A-025 (ex R 508) führt.